# Norwegian Air International
Norwegian Air International – irlandzkie linie lotnicze, z siedzibą w Dublinie będąca oddziałem Norwegian Air Shuttle. Utworzony w lutym 2014 roku, obsługuje Boeing 737-800 oraz Boeing 737 MAX 8 z regularną obsługą w Europie. Od 2017 r. Oferuje również usługi między Europą a lokalizacjami na wschodnim wybrzeżu Stanów Zjednoczonych, w tym Nowy Jork i Rhode Island.